# Уокинг (район)
Уокинг (англ. Woking) — неметрополитенский район (англ. non-metropolitan district) со статусом боро в графстве Суррей (Англия). Административный центр — город Уокинг.

## География
Район расположен в северо-западной части графства Суррей.

## История
Район образован 1 апреля 1974 года в результате преобразования городского района (англ. Urban district) Уокинг.

## Состав
В состав района входит 1 город:
- Уокинг